# Torsvåg fyr
Torsvåg fyr ligger på den lille ø Kåja på nordvestsiden af øen Vanna i Karlsøy kommune i Troms og Finnmark fylke i Norge. Der er adgang til fyret på fylkesvej over en dæmning.
Den første fyrlygte i Torsvåg blev opsat i 1904 for at beskytte indsejlingen fra storhavet. Denne blev erstattet af et større fyr i 1916.
Fyret som det er i dag blev bygget i 1922 og var i mange år beboet som familiestation, og er i dag et af de få fyr som stadig har turnus-bemanding.
Fyret har målestation for Meteorologisk institutt.
Torsvåg fyr har længe været et vigtigt sted for navigationshjælpemidler, og ud over selve fyrlygten, var der i mange år en Decca-mast som nu er borte. I dag er der en basestation for DGPS satellitnavigation ved fyret.